# Войкув (Підкарпатське воєводство)
Войкув (пол. Wojków) — село в Польщі, у гміні Падев-Народова Мелецького повіту Підкарпатського воєводства.
Населення — 387 осіб (2011).
У 1975-1998 роках село належало до Тарнобжезького воєводства.

## Демографія
Демографічна структура станом на 31 березня 2011 року:
|          | Загалом | Допрацездатний вік | Працездатний вік | Постпрацездатний вік |
| -------- | ------- | ------------------ | ---------------- | -------------------- |
| Чоловіки | 200     | 42                 | 137              | 21                   |
| Жінки    | 187     | 37                 | 107              | 43                   |
| Разом    | 387     | 79                 | 244              | 64                   |